# Jesse D. Bright

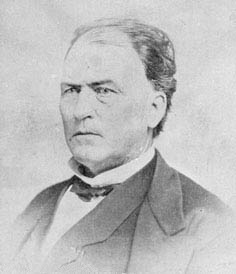
Jesse D. Bright

Jesse David Bright, född 18 december 1812 i Norwich, New York, död 20 maj 1875 i Baltimore, Maryland, var en amerikansk demokratisk politiker. Han representerade delstaten Indiana i USA:s senat 1845-1862. Bright avsattes för att ha sympatiserat med Amerikas konfedererade stater. Ingen annan senator från nordstaterna tvingades avgå av den orsaken.
Bright studerade juridik och inledde 1831 sin karriär som advokat i Madison, Indiana. Han var ledamot av delstatens senat 1841-1843 och viceguvernör i Indiana 1843-1845. Han efterträdde 4 mars 1845 Albert Smith White som senator för Indiana. Bright var senatens tillförordnade talman, president pro tempore of the United States Senate, 5 december 1854 - 9 juni 1856, 11 juni 1856 - 6 januari 1857 och 12 juni - 13 juni 1860. Brights två första perioder som tillförordnad talman sammanföll med Franklin Pierces tid som USA:s president efter att USA:s vicepresident William R. King hade avlidit i ämbetet och USA var utan vicepresident. På den tiden kom senatens tillförordnade talman före talmannen i representanthuset i successionsordningen för USA:s president. Bright var alltså nummer ett i successionsordningen 1854-1856 och 1856-1857. Bright tackade 1857 nej till James Buchanans erbjudande om posten som utrikesminister.
Bright avsattes efter att han i ett brev hade erkänt Jefferson Davis som Amerikas konfedererade staters president. Senator Morton S. Wilkinson tog upp brevet i senaten som bevis på att Bright inte var lojal. Nordstatsarmén hade fått tag på Brights kontroversiella brev i samband med första slaget vid Bull Run.
Bright var presbyterian. Hans grav finns på Green Mount Cemetery i Baltimore.